# Дорога (фільм, 1982)
 «Доро́га» (тур. Yol) — кінофільм-драма 1982 року поставлений турецькими режисерами Їлмазом Ґюнеєм та Шеріфом Ґьореном. Фільм здобув Золоту пальмову гілку 35-го Каннського кінофестивалю 1982 року та низку інших професійних та фестивальних кінонагород . Стрічку брала участь у відборі на здобуття кінопремії «Оскар» 1983 року у номінації за найкращий фільм іноземною мовою від Швейцарії, але не потрапила до списку номінантів.

## Сюжет
Фільм розповідає історії декількох ув'язнених, відпущених із в'язниці на волю на один тиждень.
Сеїт Алі (Тарик Акан) повертається додому, але виявляє, що його дружина (Шерiф Сезер) стала повією. Її сім'я знайшла невірну і тримає в ув'язненні, щоб Алі міг убити її, змивши ганьбу. Спочатку він так і хоче зробити, але незабаром змінює своє рішення і прикладає всі зусилля, щоб вона залишилася живою. Йому це не вдається. Тепер, хоча на нього вже не дивляться криво члени його сім'ї, та і у правосуддя немає до нього претензій, Алі повертається до в'язниці.
Мехмет Саліх (Халіль Ерґюн) був заарештований за спробу грабежу. На тій «справі» був застрелений його спільник, брат дружини. Родичі з боку загиблого винять в усьому Мехмета, і не бажають більше його знати. Мехмет розповідає правду своїй дружині Еміне (Мераль Орхонсай), та вірить йому, і вони удвох втікають від усіх на потягу. У туалеті потягу вони займаються довгоочікуваним сексом, за що їх ледве не розтерзав натовп, коли зрозумів, що там відбувається. Врятувавшись і від розлюченого натовпу, і від представників закону, вони обоє застрелені юнаком з сім'ї Еміне.
Омер (Неджметтін Чобаноглу) повертається в рідне прикордонне село. У зв'язку з близькістю до кордону, в його селі добре розвинений контрабандний трафік. Омер готується нелегально перейти кордон, щоб не повертатися у в'язницю, він з усіма домовився і все улагодив, але в останню мить відмовляється від свого плану, оскільки його брата вбивають під час чергової контрабандної вилазки. Згідно з традицією, Омер одружується на вдові і усиновляє їхніх дітей.

## У ролях
| Тарик Акан           | … | Сеїт Алі     |
| Шеріф Сезер          | … | Зіне         |
| Халіль Ергюн         | … | Мехмет Саліх |
| Мераль Орхонсай      | … | Емін         |
| Неджметтін Чобаноглу | … | Омер         |
| Семра Учар           | … | Гюльбахар    |
| Хікмет Челік         | … | Мевлат       |
| Севда Актолґа        | … | Мераль       |
| Тунджай Акча         | … | Юсуф         |
| Хале Акинли          | … | Сейран       |

## Знімальна група
- Автор сценарію — Їлмаз Ґюней
- Режисер-постановник — Їлмаз Ґюней
- Продюсер — К. Л. Пулді, Еді Губшмід
- Співпродюсер — Їлмаз Ґюней
- Композитор — Себастьян Аргол, Зюльфю Ліванелі
- Оператор — Ердоган Енґін
- Монтаж — 	Гелен Арналь, Їлмаз Ґюней, Елізабет Велчлі

## Цікаві факти
- Фільм здебільшого знімав Шеріф Ґьорен, точно виконуючи інструкції Їлмаза Ґюнея, оскільки той в цей час перебував у в'язниці[3] за звинуваченням у вбивстві. Незабаром Ґюней утік, подивився фільм і залишився невдоволений роботою, після чого переробив і доповнив стрічку, знаходячись у Франції, де йому надали політичний притулок. Фільм показує Туреччину після військового перевороту 1980 року, тому був прийнятий на батьківщині дуже неоднозначно, і був заборонений до показу аж до 1999 року[4].

## Нагороди та номінації
| Нагороди та номінації фільму «Дорога» | Нагороди та номінації фільму «Дорога» | Нагороди та номінації фільму «Дорога» | Нагороди та номінації фільму «Дорога» | Нагороди та номінації фільму «Дорога» | Нагороди та номінації фільму «Дорога» |
| Рік                                   | Кінофестиваль/кінопремія              | Категорія/нагорода                    | Номінант                              | Результат                             |                                       |
| ------------------------------------- | ------------------------------------- | ------------------------------------- | ------------------------------------- | ------------------------------------- | ------------------------------------- |
| 1982                                  | Каннський міжнародний кінофестиваль   | Золота пальмова гілка                 | Дорога                                | Перемога                              |                                       |
| 1982                                  | Каннський міжнародний кінофестиваль   | Приз ФІПРЕССІ                         | Дорога                                | Перемога                              |                                       |
| 1982                                  | Каннський міжнародний кінофестиваль   | Приз екуменічного журі                | Дорога                                | Перемога                              |                                       |
| 1982                                  | Національна рада кінокритиків США     | ТОП іноземних фільмів                 | Дорога                                | Перемога                              |                                       |
| 1983                                  | Золотий глобус                        | Найкращий іноземний фільм             | Дорога                                | Номінація                             |                                       |
| 1983                                  | Премія «Сезар»                        | Найкращий фільм іноземною мовою       | Дорога                                | Номінація                             |                                       |
| 1983                                  | Синдикат французьких кінокритиків     | Найкращий іноземний фільм             | Дорога                                | Перемога                              |                                       |
| 1984                                  | Лондонське коло кінокритиків          | Найкращий іноземний фільм року        | Дорога                                | Перемога                              |                                       |